# Humorous Phases of Funny Faces
Humorous Phases of Funny Faces er en amerikansk stumfilm fra 1906 af J. Stuart Blackton.